# Dornweiler
Dornweiler ist ein Gemeindeteil der Stadt Illertissen im schwäbischen Landkreis Neu-Ulm, Bayern.

## Geographie
Das Dorf liegt südwestlich der Hauptortes und ist mit diesem zwischenzeitlich baulich verbunden. Am westlichen Ortsrand verläuft der Brunnenbach und einen halben Kilometer westlich die Iller und direkt am Altenstädter Kanal.

## Geschichte
Der Ort gehörte – obwohl näher bei der Stadt gelegen – früher zur Gemeinde Au und wurde mit dieser im Zuge der Gebietsreform in Bayern am 1. Januar 1978 nach Illertissen eingegliedert.